# میخاو ژیرو
میخاو ژیرو (انگلیسی: Michał Żyro؛ زادهٔ ۲۰ سپتامبر ۱۹۹۲) بازیکن فوتبال اهل لهستان است.
از باشگاه‌هایی که در آن بازی کرده‌است می‌توان به باشگاه فوتبال لگیا ورشو، باشگاه فوتبال ولورهمپتون واندررز، و باشگاه فوتبال پوگون شچچین اشاره کرد.
وی همچنین در تیم‌های ملی فوتبال زیر ۱۹ سال لهستان، زیر ۲۱ سال لهستان، و لهستان بازی کرده‌است.